# 永続革命論
永続革命論（えいぞくかくめいろん）とは、ロシアの革命家レフ・トロツキーがアレクサンドル・パルヴスとともに提起した後進国における革命理論。永久革命論ともいう。

## 思想
ウラジーミル・レーニンが、ロシアにおける当面の革命を労農独裁による帝政の打倒を目指す民主主義革命であり、その後にプロレタリア革命を目指すという二段階革命論を唱えていたのに対し、トロツキーは若きマルクスがドイツにおける革命のスローガンとして共産主義者同盟中央委員会回状（1848年）の中で提起した「永続革命」をとりあげた。
彼は、一般に後進国においては、ブルジョアジーはその後を追って登場したプロレタリアートへの恐怖のために民主主義革命を遂行する能力はなく、したがってプロレタリアートにしか民主主義的任務も遂行できないと主張して、プロレタリアートによる即時の権力奪取を呼びかけた。
後年、ソ連からの追放後に執筆した「ロシア革命史」では、このような後進国におけるブルジョアジーの政治的無力とプロレタリアートの主導性の根拠として、「複合的発展の法則」（「結合発展の法則」ともいう）を指摘している。これは、後進国は先進国の発展をただ単純に繰り返すのではなく、先進国の進んだ技術や思想を取り入れることによって、飛躍的な発展が可能であるということを指している。
レーニンは、トロツキーの永続革命論は農民を無視し歴史を飛び越すものであると非難し、二人の間には激しい論争が繰り広げられた。しかし、二月革命（ロシア革命）が起きると、レーニンは亡命先のスイスから帝政の崩壊によって民主主義革命は終了したとして、権力掌握に消極的なボリシェヴィキの国内指導部（レフ・カーメネフ、スターリンら）を批判して蜂起を主張し、帰国すると有名な四月テーゼを発表した。
従来の二段階革命論に固執した弟子たちは、レーニンの主張の急変に驚き、蜂起はブルジョアジーを革命から尻込みさせて革命を敗北に導くとして反対する中で（カーメネフとジノヴィエフは最後まで反対した）、唯一トロツキーだけがこれを支持した。このことによって、レーニンは革命論においては実質的にトロツキーの理論に近づき、一方トロツキーは「何をなすべきか」に示されたレーニンの組織論を受け入れて、二人の協力関係が成立し、レーニンの死までその協力関係が揺らぐことはなかった。古参ボリシェヴィキがしばしばトロツキーを疑惑の目で見た中で、レーニンはトロツキーこそ最良のボリシェビキであるとして、終始信頼し擁護していたとされる。
レーニンの死後、トロツキーの永続革命論や世界革命論は、スターリンによって、「極左主義的、反レーニン的で農民を無視する観念的な理論である」と批判されたが、これはトロツキーの理論を歪曲するもので、トロツキーはむしろ革命の輸出をもくろむ革命戦争派やボリシェヴィキ左派などと熾烈に戦った、という評価もある。
トロツキーの言う革命の永続性とは、当初の民主主義的革命から社会主義的革命へ中断することなく突き進むということを意味しており、その主導権は当初からプロレタリアートが担うべきであると、彼は主張している。しかし、後進国において仮にプロレタリアートが権力を奪取したとしても、そのことがただちに社会主義の樹立を意味するわけではない。後進国においてはプロレタリアートの権力奪取は比較的容易ではあっても、社会主義の建設は先進国の革命にくらべて困難が伴うというのがトロツキーの立場である。
トロツキーを含めた伝統的な理論では社会主義また、彼の永続革命論は労農民主独裁からプロレタリア独裁へという二段階革命論に対して、当初からプロレタリア独裁の樹立を目指すという点で一段階革命論と呼ばれることもある。正確に言えば、政治的には一段階であるが、革命の社会的内容については「民主主義的任務」から「社会主義的任務」への二段階論であるといえる。

## 訳書
- レフ・トロツキー「永続革命論」
  - 姫岡玲治訳『永続革命論』（現代思潮新社、2008年）オンデマンド版（現行版）